# Levante-EMV
Pour les articles homonymes, voir Levante (homonymie).
Levante El Mercantil Valenciano (ou Levante-EMV) est un quotidien régional généraliste de la Communauté valencienne. Il appartient actuellement au groupe Prensa Ibérica.

## Historique
Il fut fondé en 1872, au cours du sexennat démocratique et il était alors empreint de républicanisme. Sous le franquisme, la presse étant censurée, il fut utilisé comme un organe de presse de la Phalange espagnole, puis du Movimiento Nacional.

## Journalistes et collaborateurs importants
- Francesc de Paula Burguera: Écrivain et journaliste valencien. Depuis 1982.
- Antonio Ortiz Fuster: plus connu sous le nom d'Ortifus, dessinateur humoristique valencien. En 1984 il publie ses premières vignettes. Il est depuis devenu partie intégrante de l'identité du journal.